# Chazaliella coffeosperma
Chazaliella coffeosperma là một loài thực vật có hoa trong họ Thiến thảo. Loài này được (K.Schum.) Verdc. mô tả khoa học đầu tiên năm 1977.